# Verderel-lès-Sauqueuse
Verderel-lès-Sauqueuse ist eine französische Gemeinde mit 720 Einwohnern (Stand 1. Januar 2022) im Département Oise in der Region Hauts-de-France. Die Gemeinde liegt im Arrondissement Beauvais und ist Teil der Communauté d’agglomération du Beauvaisis und des Kantons Mouy.

## Geographie
Das Gebiet der 1972 aus der Fusion der früher selbstständigen Gemeinden Verderel und Sauqueuse-Saint-Lucien entstandenen, rund neun Kilometer nördlich von Beauvais gelegenen Gemeinde umfasst auch die Ortsteile Guehengnies und Fourneuil.

## Einwohner
| 1962 | 1968 | 1975 | 1982 | 1990 | 1999 | 2006 | 2011 |
| ---- | ---- | ---- | ---- | ---- | ---- | ---- | ---- |
| 212  | 225  | 355  | 606  | 686  | 755  | 763  | 730  |

## Verwaltung
Bürgermeister (maire) ist seit 2014 Serge Courtois.

## Sehenswürdigkeiten
- Kirche Saint-Martin in Verderel[1]
- Kirche Saint-Nicolas in Sauqueuse-Saint-Lucien[2]
- Kriegerdenkmal

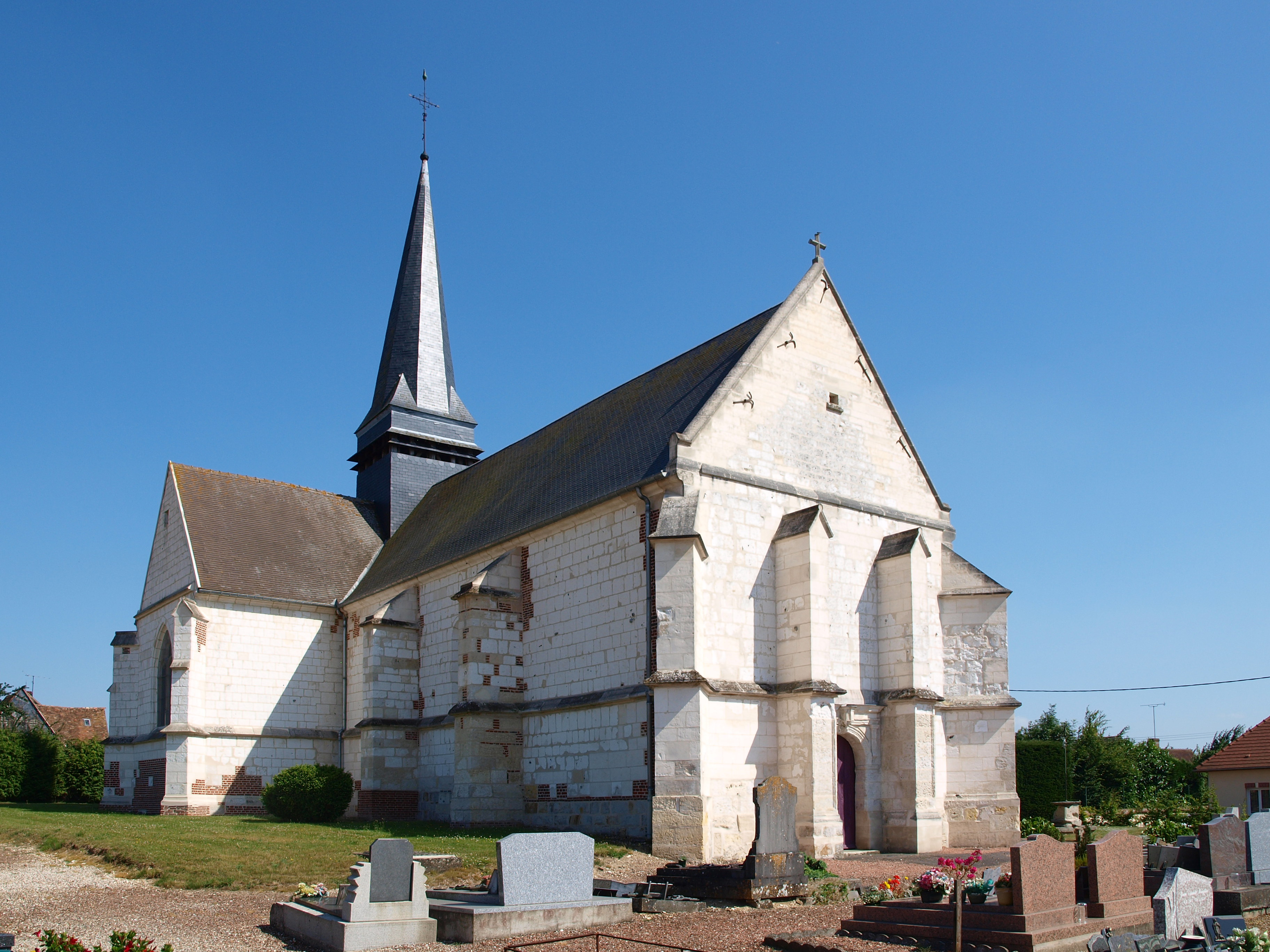
Kirche Saint-Martin
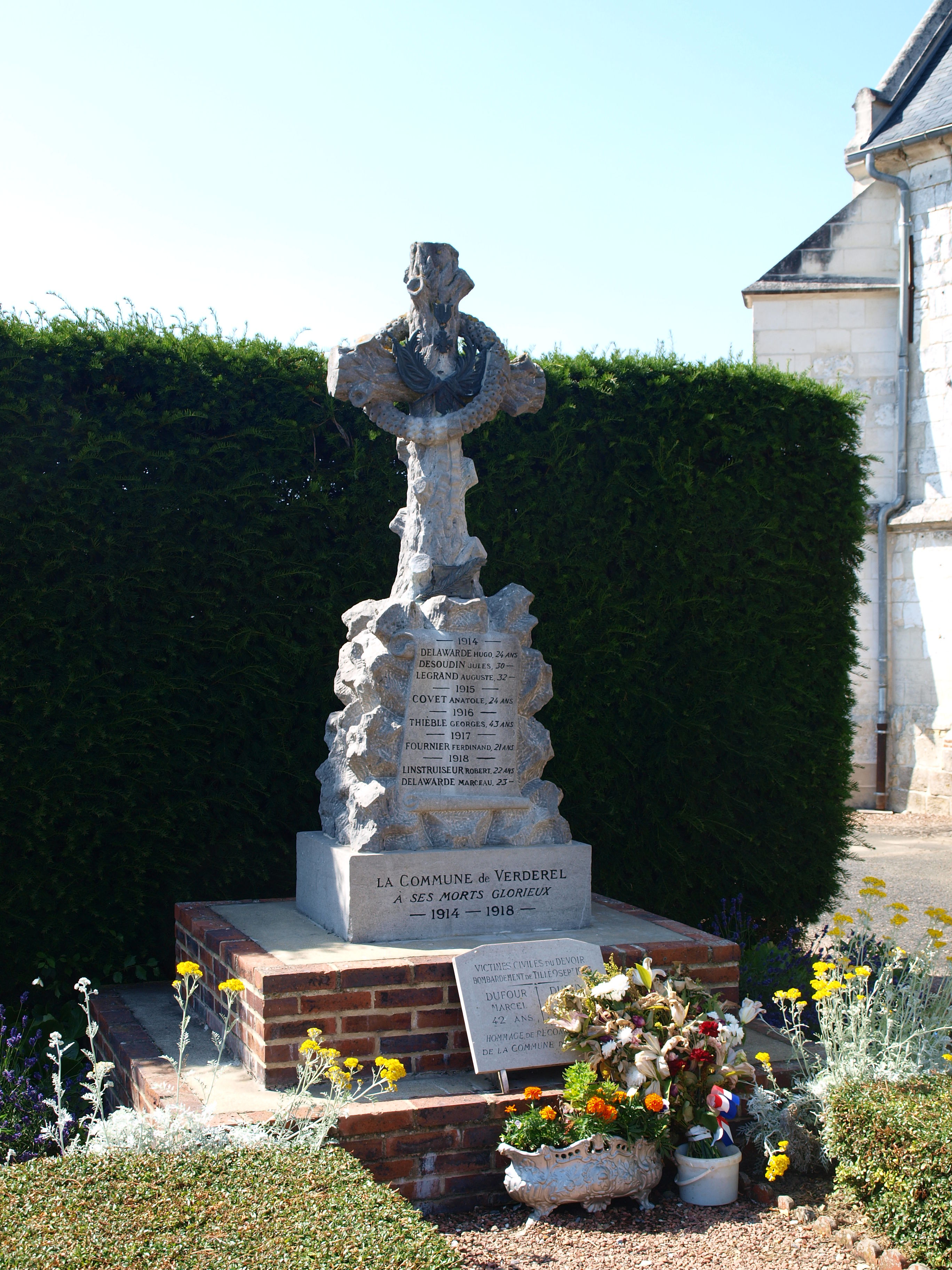
Kriegerdenkmal
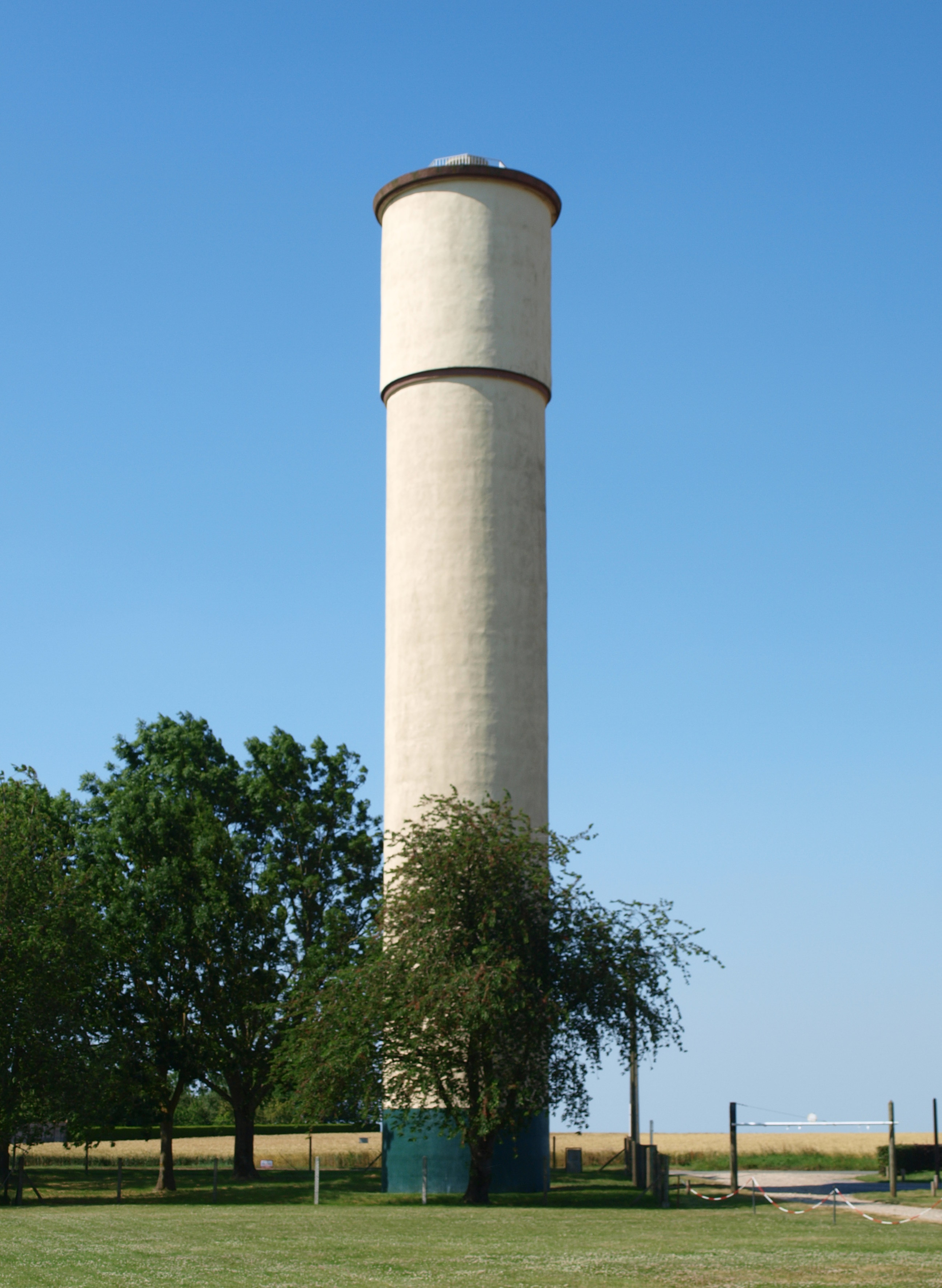
Wasserturm